# Adoptio
En el Derecho Romano, la adoptio consiste en la adopción de un alieni iuris, es decir, de alguien que se encuentra bajo la patria potestad de otro.

## Tipos
En el período postclásico, se establecieron nuevas formas de adopción. Entre ellas:

### Adoptio plena
La adoptio plena fue una de las nuevas formas de adoptio establecidas en el período postclásico. 
Consistió en la adopción de un descendiente que no tenía vínculo de patria potestad con su pater.

### Adoptio minus plena
La adoptio minus plena fue una de las nuevas formas de adoptio establecidas en el período postclásico. 
Consistió fundamentalmente en la adopción de un extraño. En este caso, la adopción sólo tenía efectos hereditarios, y no se creaba ni el vínculo de patria potestad ni la incorporación del adoptado a la familia agnaticia del adoptante.